# 旭ハウス工業
旭ハウス工業株式会社（あさひハウスこうぎょう）は、愛知県名古屋市中村区に本社を置く日本の企業。仮設トイレを中心にの製造、販売、賃貸で知られる。

## 概要
愛知県春日井市勝川町に1975年8月に設立された。
仮設トイレ、仮設ハウスの賃貸をメインに商いを始める
社会的貢献活動として、阪神・淡路大震災や東日本大震災、能登半島地震 (2024年)などの災害においては、仮設トイレを提供している。
他の商品は、建設現場への仮設資材の賃貸で扱う。

## 沿革
- 1975年 - 武陵一幸が愛知県春日井市勝川町に旭ハウス工業株式会社を設立
- 1977年 - 本社配送センター開設
- 1979年 - 静岡営業所を開設
- 1983年 - 金沢営業所、金沢配送センターを開設
- 1985年 - 横浜営業所、横浜配送センターを開設
- 1987年 - 春日井市美濃町へ本社ビル新築移転
- 1992年 - 本社商品管理センター新設
- 1994年 - 立川営業所、水戸営業所開設
- 1996年 - AUトイレ発売
- 1998年 - 北陸配送センター新設移転
- 1999年 - 大阪営業所開設
- 2000年 - 京都営業所、京都配送センター、奈良配送センター開設
- 2011年 - 2代目社長に武陵守利が就任
- 2018年 - 本社及び名古屋支店を愛知県名古屋市に移転
- 2018年 - 東京海上キャピタル（現ティーキャピタルパートナーズ）と資本提携
- 2024年 - 東京電力タイムレスキャピタル株式会社と東京電力ホールディングス株式会社が共同投資するTTLC運営ファンドに株主変更